# Bamble
Bamble er en kommune i Vestfold og Telemark fylke i Norge. Kommunen har et areal på 293 km² og en
befolkning på 14.104 indbyggere
(2006).
Kommunen omfatter byerne Stathelle og Langesund, som er det administrative center, samt landsbyerne Herre og Valle.
Bamble grænser op til Kragerø, Drangedal, Skien og Porsgrunn kommune, og er en del af det område som hedder Grenland.
Kystområdet mod syd med sin skærgård er om sommeren rekreationsområde (med Skjærgårdsparken) for turister, med mere end 2000 hytter. Bamble har den længste kystlinje i Telemark, fra Voldsfjorden i nordøst til Fossingfjorden i sydøst. Folketalet mangedobles i løbet af sommerferien hovedsagelig af danskere tyskere og nordmænd.

## Severdigheder
- Wrightegaarden fra 1700-tallet, der i dag bruges til koncerter,
- Bygdeborgen på Storås,
- Olavskirken ruin (Skeidi),
- Bamble kirke,
- Tangen fort,
- Cudrios søbod (museum Langesund).

Der er broforbindelse mod øst over Frierfjorden til Porsgrunn : Breviksbrua (åbnet 1962) og Grenlandsbroen (åbnet 1996). Grenlandsbroen er den højeste fastlandskonstruktion i Norge med et tårn på 166 m.

## Personer fra Bamble
- Bent Blehr († 1828), politiker, stortingsmand
- Marie Høeg († 1949)[2]
- Thor Thorvaldsen († 1987), olympisk mester[3]
- Atle Selberg († 2007), matematiker, professor (Princeton University, USA)
- Kjell Bohlin, politiker, stortingsmand († 2011)
- Ruth Ryste (1932-), politiker, socialminister
- Ernst Wroldsen (1944-), politiker, stortingsmand[4]
- Bjørn Kjellemyr (1950-), musiker[5]
- Jan Halvor Halvorsen (1963-)
- Turid Thomassen (1965-), politiker, partileder (Rødt)
- Ivo de Figueiredo (1966-), historiker, forfatter[6]
- Jørn Lier Horst (1970-), kriminalforfatter
- Vidar Busk (1970-), musiker[7]
- Bård Hoksrud (1973-), politiker, landbrugsminister, stortingsmand (FrP), født i Porsgrunn

### Bygdebok
- C. S. Schilbred: Bygdebok for Bamble. I. Gårdenes historie til omkring 1814, utgitt av Bamble kommune, Oslo 1968.